# Celeszta
A Celeszta női név a Celesztina alak alakváltozata.

## Rokon nevek
Celesztina, Celina, Szelina, Zelina, Zeline, Zelinke, Szeléna

## Gyakorisága
Az újszülötteknek adott nevek körében az 1990-es években szórványosan fordult elő. A 2000-es és a 2010-es években sem szerepelt a 100 leggyakrabban adott női név között.
A teljes népességre vonatkozóan a Celeszta sem a 2000-es, sem a 2010-es években nem szerepelt a 100 leggyakrabban viselt női név között.

## Névnapok
április 6., május 19., június 27., augusztus 14., október 14.